# Jemappes-i csata
A jemappes-i csata [ejtsd: zsemappi] (1792. november 6.) a Dumouriez francia tábornok által vezetett francia és az Albert szász–tescheni herceg által irányított osztrák seregek csatája Dél-Belgiumban. A számbeli fölényben lévő és új harcmodort alkalmazó francia seregek a csatában vereséget mértek az osztrákokra. Az osztrák vereség megnyitotta az utat a francia csapatoknak Osztrák-Németalföld (a mai Belgium) területének az elfoglalásához.
A csatában magyar alakulatok is harcoltak a franciák ellen: gróf Sztáray Antal őrnagy vezette 33., Esterházy Antal herceg vezette 34. gyalogezred, valamint gróf Esterházy Imre 3. huszárezrede, akik helytálltak neerwindeni csatában is, ahol sikerült győzelmet aratni Dumouriez felett.